# Batesbeltia pantherina
Batesbeltia pantherina är en skalbaggsart som beskrevs av Lane 1964. Batesbeltia pantherina ingår i släktet Batesbeltia och familjen långhorningar.
Artens utbredningsområde är Panama. Inga underarter finns listade.